# 梁衍
梁衍（539年—591年6月29日），字庆衍，安定郡朝那县（今宁夏回族自治区固原市彭阳县）人，西魏、北周、隋朝官员。

## 生平
大统十四年（548年），梁衍袭爵槐里县公，为宇文泰征召出任亲信都督。梁衍又出任帅都督、大都督，升任车骑大将军、仪同三司，改封武威郡公。周武帝东征北齐时，以梁衍知晓军事谋划，引荐梁衍参谋军事，梁衍因军功加上开府仪同大将军、司次中大夫、勇猛大夫，又出任洵州刺史。隋朝建立后，梁衍进爵宜阳郡公，出任蔚州刺史。蔚州当地靠近边境，突厥屡次入侵，梁衍率领轻兵讨伐，旬月之间就肃清了边塞，加上开府仪同三司，出任泽州刺史。梁衍在泽州宽猛相济，同时获得了功绩和声誉，又灭秋蝗，养春蚕，抗旱减灾，亲自为百姓祈福。开皇十一年六月三日（591年6月29日），梁衍在官方住宅中去世，虚岁五十三。开皇十一年岁次辛亥十月廿五日癸酉（591年11月16日），梁衍与夫人韩氏迁葬于雍州大兴县高望原。

## 家庭

### 曾祖
- 梁恒，河州刺史[1]

### 祖父
- 梁允，泾州刺史、安定县公[1]

### 父亲
- 梁照，安定郡太守、东宫左卫率、使持节、岐州刺史、槐里县公[1]

### 夫人
- 昌黎韩氏，大将军、普安公韩欢之女，大象二年四月廿八日（580年5月27日）在京城去世，开皇十一年岁次辛亥十月廿五日癸酉（591年11月16日）葬于雍州大兴县高望原[1]

### 子女
- 梁玄敏，武周舒绕二州别驾[1]